# Крайня Поляна
Крайня Поляна (словац. Krajná Poľana) — село в Словаччині, Свидницькому окрузі Пряшівського краю. Розташоване в північно-східній частині Словаччини на автошляху Свидник— Вишній Комарник— Барвінок, недалеко кордону з Польщею.
Уперше згадується у 1618 році.

## Пам'ятки
У селі є греко-католицька церква Різдва Пресвятої Богородиці з 1925 року.

## Населення
| Рік:            | 1994. | 2004.    | 2014.   | 2024.   |
| --------------- | ----- | -------- | ------- | ------- |
| Кількість осіб: | 245   | 214      | 212     | 227     |
| Різниця:        |       | -12,65 % | -0,93 % | +7,07 % |

| Рік:            | 2023. | 2024. |
| --------------- | ----- | ----- |
| Кількість осіб: | 227   | 227   |
| Різниця:        |       | +0 %  |

В селі проживає 201 осіб.
Національний склад населення (за даними останнього перепису населення — 2001 року):
- словаки — 92,24 %
- русини — 7,35 %
- українці — 0,41 %

Склад населення за приналежністю до релігії станом на 2001 рік:
- греко-католики — 78,78 %,
- римо-католики — 16,33 %,
- православні — 4,49 %,
- не вважають себе віруючими або не належать до жодної вищезгаданої церкви- 0,41 %

### Видатні постаті
- Франтішек Гібала — видатний академік—скульптор

## Географія
Протікає потік Бодружалик..